# Enseignement de Khéty
L‘enseignement de Khéty, connu également sous le titre La Satire des Métiers, est un texte datant du début de la XIIe dynastie composé par le scribe Khéty, fils de Douaouf, destiné à glorifier le métier de scribe :
« (...) Vois-tu, il n'y a pas de métier qui soit exempt d'un chef, sauf celui de scribe, car le scribe est son propre chef. Si donc tu sais écrire, tout ira très bien pour toi ; il ne doit pas y avoir d'autres métiers à tes yeux. (...) »
— Extrait
Un homme nommé Khéty se rend à la cour afin de confier son fils Pépi à l'école des scribes. En chemin, il lui expose un enseignement, qui est une satire noircissant à l'extrême la condition des professions autres que celle du scribe.
L'égyptologue allemand Hans Wolfgang Helck pense qu'il reflète la véritable attitude de la classe scribale envers les travailleurs manuels.
Le texte a survécu dans son intégralité, mais extrêmement corrompu, dans le papyrus Sallier, écrit pendant la XIXe dynastie, qui est conservé au British Museum. Un certain nombre de fragments sont conservés au British Museum, au Louvre, dans la Morgan Library and Museum, et d'autres institutions. Il a été l'un des textes les plus souvent copiés par les étudiants durant la période ramesside.